# Квалсунн
Квалсунн (норв. Kvalsund, сев.‑саам. Fálesnuorri) — бывшая коммуна в губернии Финнмарк в Норвегии. 1 июля 1869 года была выделена из коммуны Хаммерфест, а 1 января 2020 года — вновь объединена.
Административный центр — город Квалсунн. Официальный язык — букмол. Население коммуны на 2007 год составляло 1101 чел. Площадь — 1844,02 км², код-идентификатор — 2017.

## История населения коммуны

Население коммуны за последние 60 лет